# Pyrrhura rupicola
Pyrrhura rupicola là một loài chim trong họ Psittacidae.